# Ivo Ivanovič Bučar
Ivo Ivanovič Bučar, slovenski pesnik, * (?) december 1856, Postojna, † (?) 1907, Carigrad.
Po končani gimnaziji v Novem mestu, kjer je kot sirota živel pri stricu Žigi Bučarju, je bil 1877 odpuščen iz artilerijske kadetnice na Dunaju in se moral kot vojak udeležiti okupacije Bosne. Od tam je dezertiral v Srbijo ter služil pri francoski družbi za orientalske železnice v Beogradu, Skopju, Solunu, Sofiji, Carigradu in Konyi, od koder se je zaradi bolezni vrnil v Carigrad. Pesmi je objavljal v Slovenskem svetu in Ljubljanskem zvonu. Leta 1898 je izdal knjigo pesmi.